# Thorney Island

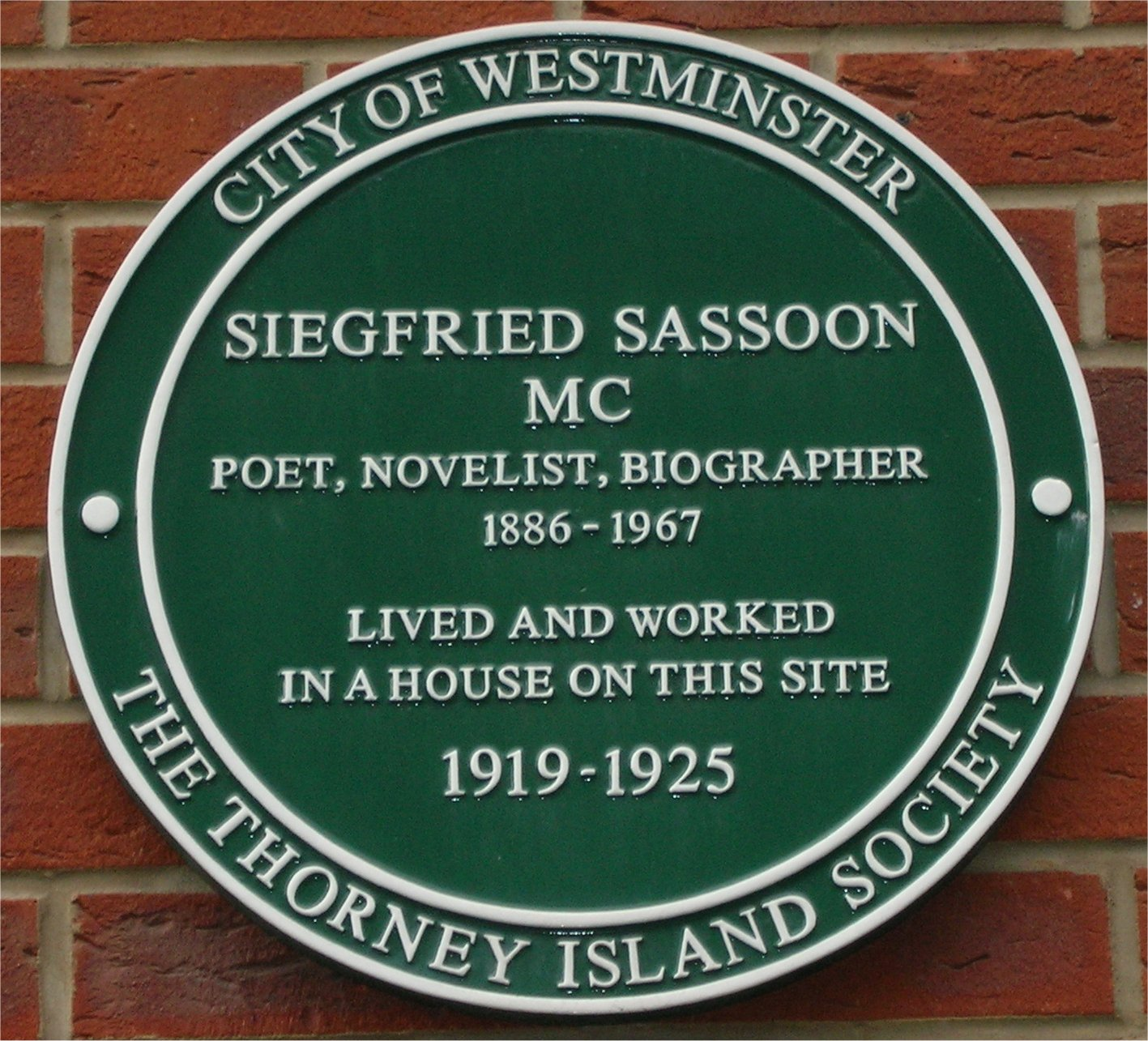
Zelená pamětní deska na domě anglického spisovatele Siegfrieda Sassoona v Tufton Street ve Westminsteru, kterou věnovala Thorney Island Society

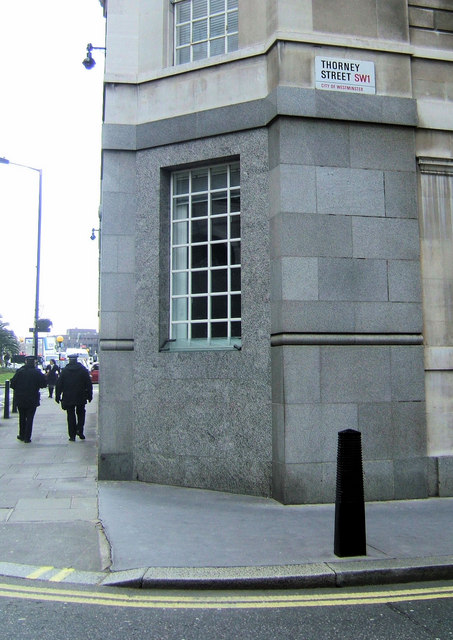
Thorney Street Westminster

Thorney Island byl ostrůvek mezi dvěma rameny řeky Tyburn, který se nacházel ve směru proti proudu řeky od středověkého Londýna na místě, kde nyní stojí Westminsterské opatství a Westminsterský palác, v němž zasedá Parlament Spojeného království Velké Británie a Severního Irska. 
Ostrov ležel v říčce Tyburn, která se opodál do Temže vlévala. V době římské (a pravděpodobně už dříve) ho lidé využívali jako součást přirozeného brodu; právě zde překonávala Temži pozdější římské silnice Watling Street.  Brod byl po staletí velice důležitý, dokud nebyl jako první kamenný most přes Temži vybudován Londýnský most. 
Název ostrova pochází z anglosaského Þorn-īeg, což znamená „ostrov (plný) trnů“.
V údajné listině krále Offy, kterou uchovávají ve Westminsterském opatství, se ostrov popisuje jako „strašlivé místo".
Navzdory těžkému životu a nájezdům Vikingů mniši trní natolik zkrotili, že po třech staletích, za dob krále Eduarda Vyznavače, se o něm již píše jako o „nádherném místě, obklopeného úrodnou půdou a zelenými poli". Zahrada Westminsterského opatství takovou už zůstala a o tisíc let později je pravděpodobně nejstarší zahradou v Anglii.
Úroveň okolního terénu se zvýšila, vodu Tyburn River svedli pod zem a Temži spoutali nábřežími. Po ostrově Thorney Island není ani památky. Jméno se zachovalo jen v názvu ulice Thorney Street, která vede rovnoběžně s Temží za budovou britské Bezpečnostní služby MI5; a do názvu si ho dala místní nezisková organizace The Thorney Island Society, která přispívá k péči o zachování kulturního dědictví a životního prostředí; založila ji June Stubbsová v roce 1976.
Vzhledem k tomu, že na tomto ostrově si král Knut Veliký postavil palác, možná právě tady předvedl, že je sice mocný, ale na jeho rozkaz se příliv nezastaví.